# Жуков, Вячеслав Евгеньевич
Вячеслав Евгеньевич Жуков (14 апреля 1948 — 28 сентября 2012) — генерал-майор ВС РФ.

## Биография
Родился 14 апреля 1948 года в селе УскюльТатарского района Новосибирской области. После окончания средней школы работал монтажником-бетонщиком. В 1967 году призван на службу в Советскую Армию. В 1970 году окончил Уссурийское военно-автомобильное училище, в 1977 году — Военную академию тыла и транспорта, в 1992 году — Военную академию Генерального штаба.
После распада СССР продолжил службу в Вооружённых Силах Российской Федерации, занимал должность заместителя по тылу командующего 1-й гвардейской танковой армией. В феврале 1994 года присвоено воинское звание генерал-майора. В августе 1998 года вышел в отставку. Проживал в Смоленске.
Скончался 28 сентября 2012 года, похоронен на Новом кладбище Смоленска.

## Награды
- Орден Красной Звезды,
- Орден «Знак Почёта»
- Орден «За службу Родине в Вооружённых Силах СССР» 3-й степени,
- медали[1].